# روبر لومائیتر
روبر لومائیتر (فرانسوی: Robert Lemaître‎; ۷ مارس ۱۹۲۹ – ۹ مارس ۲۰۱۹) بازیکن و مربی فوتبال اهل فرانسه بود.
از باشگاه‌هایی که در آن بازی کرده‌است می‌توان به باشگاه فوتبال رن، باشگاه فوتبال لو آور، باشگاه فوتبال بوردو و باشگاه فوتبال لیل اشاره کرد.
وی همچنین در تیم ملی فوتبال فرانسه بازی کرده‌است.